# نيستور كاماتشو
نيستور كاماتشو (بالإسبانية: Néstor Camacho) (15 أكتوبر 1987 في باراغواي - ) هو لاعب كرة قدم باراغواياني في مركز الوسط. شارك مع منتخب باراغواي لكرة القدم. أما مع النوادي، فقد لعب مع أوليمبيا أسونسيون وديبورتيفو كالي ونادي أفاي لكرة القدم ونادي ليبرتاد ونيولز أولد بويز وروبيو نيو ‏.

## وصلات خارجية
- نيستور كاماتشو على موقع إي إس بي إن إف سي (الإنجليزية)
- نيستور كاماتشو على موقع قاعدة بيانات كرة القدم.إي يو (الإنجليزية)
- نيستور كاماتشو على موقع ناشيونال فوتبول تيمز (الإنجليزية)
- نيستور كاماتشو على موقع Soccerway.com (الإنجليزية)
- نيستور كاماتشو على موقع AS.com (الإسبانية)